# Otto Zinck
Otto Christian Zinck, född den 25 december 1824 i Köpenhamn, död där den 17 februari 1908, var en dansk skådespelare, son till den danske musikern Johan Wilhelm Ludvig Zinck, bror till arkeologen Ludvig Henrik Olaus Zinck.
Zinck blev student 1845 och deltog flera år i Studenterforeningens glada liv, dels som skådespelare och vissångare, dels som författare av operaparodier. Åren 1865-67 var han anställd vid Det kongelige Theater och utförde en mängd komiska roller, men slog inte igenom, på grund av att han inte tordes ge sin yppiga humor fritt lopp. Han övergick därför till Folketheatret, till vilken han var knuten i nära 40 år. Där kände han sig mera hemma, fick efter hand en stor mängd roller och spelade särskilt mästerligt köpenhamnska spetsborgare av alla typer.
Zinck verkade även som sceninstruktör och översättare av flera lustspel. Redan tidigt sysslade han med teaterhistoria och skrev Oehlenslæger og det kongelige Theater (1868), som behandlar uppförandet av dennes många oachim Ludvig Phister, et Theaterliv, delvis efter dennes egna meddelanden, och 1906 sina minnen under titeln Fra mit Studenter- og Theaterliv.